# Trichophaea
Trichophaea of Pelsbekertje is een geslacht van schimmels behorend tot de familie Pyronemataceae. De wetenschappelijke naam van het geslacht werd voor het eerst in 1885 geldig gepubliceerd door Jean Louis Émile Boudier.

## Soorten
Volgens Index Fungorum telt het geslacht 46 soorten (peildatum maart 2022):
| Soortnaam                                          | Auteur(s)                                      | Publicatiejaar |
| -------------------------------------------------- | ---------------------------------------------- | -------------- |
| Trichophaea abundans (Brandpelsbekertje)           | (P. Karst.) Boud.                              | 1907           |
| Trichophaea affinis                                | (Sacc.) Boud.                                  | 1907           |
| Trichophaea albospadicea (Smalsporig pelsbekertje) | (Grev.) Boud.                                  | 1907           |
| Trichophaea ampezzana                              | (Rehm) Svrček                                  | 1974           |
| Trichophaea amphidoxa                              | (Rehm) Boud.                                   | 1907           |
| Trichophaea arctica                                | Dissing                                        | 1981           |
| Trichophaea balnei                                 | (Starbäck) Boud.                               | 1907           |
| Trichophaea bulbocrinita                           | (W. Phillips ex Stev.) Boud.                   | 1907           |
| Trichophaea bullata                                | Kanouse                                        | 1958           |
| Trichophaea contradicta                            | (Seaver) H.J. Larsen                           | 1980           |
| Trichophaea cupulata                               | D.C. Pant                                      | 1980           |
| Trichophaea dolosa                                 | (O. Weberb.) Boud.                             | 1907           |
| Trichophaea donglingensis                          | Zheng Wang                                     | 2001           |
| Trichophaea dougoudii                              | Van Vooren                                     | 2016           |
| Trichophaea fimbriata                              | (Quél.) Gamundí                                | 1967           |
| Trichophaea flavobrunnea                           | (Richon) Priou, B. Perić, Van Vooren & Hairaud | 2015           |
| Trichophaea fuscoatra                              | (Rebent.) Sacc.                                |                |
| Trichophaea geoporoides                            | Korf & W.Y. Zhuang                             | 1985           |
| Trichophaea glareosa                               | (Velen.) Waraitch                              | 1977           |
| Trichophaea gregaria (Opalen pelsbekertje)         | (Rehm) Boud.                                   | 1907           |
| Trichophaea hazslinskya                            | (Cooke) Boud.                                  | 1907           |
| Trichophaea hemisphaerioides (Bol pelsbekertje)    | (Mouton) Graddon                               | 1960           |
| Trichophaea himalyaensis                           | L.R. Batra                                     | 1961           |
| Trichophaea hybrida                                | (Sowerby) T. Schumach.                         | 1988           |
| Trichophaea laricina                               | (Velen.) Svrček                                | 1977           |
| Trichophaea lecothecioides                         | (Rehm) Boud.                                   | 1907           |
| Trichophaea livida                                 | (Schumach.) Boud.                              | 1904           |
| Trichophaea lojkaeana                              | (Rehm) Boud.                                   | 1907           |
| Trichophaea michiganensis                          | Kanouse                                        | 1958           |
| Trichophaea minuta                                 | (Cain) Korf                                    | 1973           |
| Trichophaea mussooriensis                          | (K.S. Thind, E.K. Cash & Sethi) L.R. Batra     | 1961           |
| Trichophaea narkandensis                           | K.S. Thind & S.C. Kaushal                      | 1980           |
| Trichophaea pallidibrunnea                         | W.Y. Zhuang & Korf                             | 1989           |
| Trichophaea paraphysincrustata                     | Donadini, M. Torre & Calonge                   | 1988           |
| Trichophaea pseudogregaria (Kruidenpelsbekertje)   | (Rick) Boud.                                   | 1907           |
| Trichophaea radhanagarensis                        | S.D. Patil & M.S. Patil                        | 1984           |
| Trichophaea rehmii                                 | (Jacz.) Boud.                                  | 1907           |
| Trichophaea saccata                                | (H.C. Evans) Korf                              | 1973           |
| Trichophaea salicina                               | (Velen.) Svrček                                | 1977           |
| Trichophaea sphagni                                | (Bong.) Boud.                                  | 1907           |
| Trichophaea sublivida                              | (Sacc. & Speg.) Boud.                          | 1907           |
| Trichophaea thuringiaca                            | Benkert                                        | 2010           |
| Trichophaea tumidosa                               | K.S. Thind & S.C. Kaushal                      | 1980           |
| Trichophaea variornata                             | Korf & W.Y. Zhuang                             | 1991           |
| Trichophaea vernalis                               | Svrček                                         | 1977           |
| Trichophaea woolhopeia (Bleek pelsbekertje)        | (Cooke & W. Phillips) Boud.                    | 1907           |